# 向井山朋子
向井山 朋子（むかいやま ともこ）は、アムステルダムを拠点に活動するピアニスト、アーティスト、ディレクター。
1991年ガウデアムス国際現代音楽演奏コンクール優勝。ソリストとしてロイヤル・コンセルトヘボウ管弦楽団、アンサンブル・モデルン、ロンドン・シンフォニエッタとも共演。1990年代より観客とお茶を飲んだりお喋りしながらピアノを弾く「リビングルーム」など、従来の演奏形式にとらわれない新しい形のステージを積極的に発表。ニューヨーク・リンカーンセンター、パリ・オペラ座などの劇場から、美術館、個人宅、公共空間、時には瀬戸内海の島の魚市場までありとあらゆる空間、オンラインがプラットフォーム。
2007年には「Tomoko Mukaiyama Foundation」をオランダで、2015年には日本で一般社団法人◯＋（マルタス）を設立し自らアーティステックディレクターとしてプロデュースの分野でも活躍。音楽演奏の枠にとどまらず、インスタレーションと音楽を組み合わせた空間そのものを作りだす作品を世界各国の美術展などで積極的に発表。また、建築、ファッション、ダンス、映像など多分野とのコラボレーションによりジャンルを横断する作品を多数発表している。

## 主な作品
"Amsterdam X Tokyo" (2000年)
オランダの４都市と東京(青山スパイラルホール)で行われたピアノコンサート。 建築家グループ・デジタルPBXとコラボレーションした会場デザインは真白い空間に天井から金魚が１匹ずつ泳ぐ透明の袋がマトリックス状に無数に吊りさげられて話題となった。
"for you” （2003年-）
たった1人の観客のためのピアノ・リサイタル。2005年には客席数2020席の横浜みなとみらい大ホールにて行われた。横浜トリエンナーレ参加作品。
"you and bach" (2006年)
ピアノ作品、ノイズ、ガラス、光を使ったインスタレーション。シドニー・ビエンナーレ参加作品。
"Tar and Feathers" (2006年-)
振付家イリ・キリアン、ネザーランド・ダンス・シアターとのコラボレーション。
"show me your second face" (2007年)
デザイナー、クラヴァース・ファン・エンゲレンとの共同制作。「ファッションと音楽の融合」と話題になる。
"夏の旅 - シューベルトとまちの音" (2007年)
東京、仙台、山形、岩手、札幌で各地の人々が採取した町の音にシューベルトの即興曲などのコラージュが重ねられ、演奏された観客参加型の作品。日本では同地を北上しながら演奏。その後、2008-2009年、ヨーロッパとアメリカで展開。
"wasted" (2009年)
世界の女性たちが参加した1万2000着の絹のドレスと経血とピアノ作品が織りなす壮大なプロジェクト。 日本、インドネシア、オランダ、チェコを巡回。その過程はドキュメンタリー映画『白い迷路 - Water Children』（2011年）として記録された。大地の芸術祭 越後妻有アートトリエンナーレ参加作品。
"Nocturne 夜想曲" (2011年)
東日本大震災の津波被害により被災し使用できなくなった2台のピアノの1台に口紅を施すインスタレーション。 2011年、山形市の東北芸術工科大学での初演後、2013年の瀬戸内国際芸術祭にも招聘され、香川県観音寺市の伊吹島でインスタレーションを展示。 2014年6月、オランダ最古・最大の舞台芸術祭オランダ・フェスティバルにも参加。
"SHIROKURO" (2012年)
振付家のニコル・ボイトラー 、照明デザイナーのジャン・カルマンとの共作によるダンス作品。 日本での初演後、ヨーロッパを中心に巡回。ダンストリエンナーレトーキョー参加作品。2014年10月には、オランダ国内の年間ベストダンス・パフォーマンス賞 Dioraphte Dance Award を受賞した。
"FALLING" (2013年)
照明デザイナーのジャン・カルマンとの共同でサミュエル・ベケットの戯曲「いざ最悪の方へ」から着想を得たインスタレーション、パフォーマンス。新聞紙、自動演奏のピアノと一般公募したパフォーマーによって、愛知県岡崎市のショッピングセンターの使われなくなったフロアの空間を一変させた。あいちトリエンナーレ参加作品。
"East Shadow" (2013年)
振付家のイリ・キリアン、もとネザーランド・ダンス・シアターⅢのダンサー、映像のジェイソン・アキラ・ソンマとともに作り上げた舞台作品。サミュエル・ベケットの「total nonsense（圧倒的不条理）」を背景に、津波の被害者に捧げられた。向井山は舞台音楽を担当。あいちトリエンナーレでの初演後、ヨーロッパを巡回。
"Woman in the Dunes" (2016年)
オランダのテルスヘリング島で開かれるウーロル・フェスティバルにて安部公房の同名小説をタイトルに持つ『Woman in the Dunes（砂の女）』を発表。砂丘にグランド・ピアノを設置し、デザイナーのティン・ゴンによる衣装、インスタレーションを舞台美術にしたパフォーマンスを行った。
"La Mode" (2016年)
「ファッション」をテーマに掲げた舞台作品 『La Mode』を発表。台湾台中市に2016年秋開館した台中国家歌劇院のこけら落とし公演の後、ダンスニューエアーの参加プログラムとして東京で公演。向井山朋子はピアノ演奏と芸術監督を努め、伊東豊雄建築設計事務所とテキスタイルデザイナーの安東陽子による舞台美術空間の中で、イタリアのローマを拠点とするスペルバウンド・コンテンポラリーバレエのダンサーらがパフォーマンスを行い、舞台上での音楽・ダンス・インスタレーションが一体となり、「ファッション」という哲学に独自のアプローチを示した。
"HOME" (2016年)
インスタレーションとパフォーマンス。向井山が演出、音楽、映像、もとネザーランド・ダンス・シアターの日本人ダンサー湯浅永麻のパフォーマンス、遠藤豊が技術監修を手掛けて、オランダ、フローニンゲンのノーデルゾン・フェスティバル、さいたまトリエンナーレ、ハーグのコルゾシアターにて上演。
"雅歌" (2018年)
ウーロル・フェスティバル、高知県立美術館との共同制作で、自然、儀式を融合した作品『雅歌』をCo.山田うんを招いて制作、発表。『雅歌』を題材に、初めての映画制作を手掛ける。
"ピアニスト" (2018年)
銀座メゾンエルメスフォーラムエルメスギャラリーで『ピアニスト』展を開催。連日1時間ずつ時差をともなう24日間、全24回連続の全期間で約8000人を動員。
"A Live 1, 2, 3" (2020年)
コロナ禍で劇場が閉鎖するなか、チームと共にいち早く発表の場をオンラインで開拓、『A Live』ライブストリーミングシリーズを３作発表。（ロケーション：vol. 1 アムステルダム Muziekgebouw aan 't IJ、vol. 2 映画撮影スタジオ、vol. 3 ゴッホ美術館）
"End and Beginning" (2020年)
ピアノ＋打楽器（棺桶を連想させるような木箱）＋8台のコントラバスからなる、映画人レニエ・ヴァン・ブルムレンとともに光のインスタレーション・コンサート『End and Beginning』を制作、オランダツアー。
"TWO - in transit Hara Museum" (2021年)
閉館間際の原美術館を舞台に音楽短編映画『TWO-in transit Hara Museum』を、森山未來を招き制作、オンライン配信。ドキュメンタリー/芸術/文化を専門とするオランダ公共テレビ NPO 2 Extra でも放映される。
"KUMANO" (2021年)
向井山の故郷でもある現実と非現実、身体と精神、神聖と穢れが混沌と共存する熊野からインスピレーションを得て、極私的な視点で熊野の世界を再構築したコンサート＆ビジュアルインスタレーション作品
"gift" (2021年)
秋に開館した八戸市美術館の開館記念プロジェクトとして制作、発表した八戸市民と協働した音楽パフォーマンス作品
"Love Song" (2022年-)
各地域で活動する女性アーティスト、工芸家、クリエイターの魅力を活かした、ヴィジョンを持つ若い世代が主宰する自治体／NPOとの連携で人材育成、地域全体の向上、新しい観客のアウトリーチを試みるコンサートツアー
"Delirium" (2023年)
ウクライナ・オランダ人作曲家マキシム・シャリギンが作曲した4台のピアノのための作品『Delirium』をアムステルダム Muziekgebouw aan 't IJにて初演。オランダツアー
"figurante" (2023年)
茅葺き職人相良郁也と協働したインスタレーションパフォーマンス『figurante』を国際アートフェア — Tokyo Gendai TENNOZ ART WEEK 2023のメインプログラムとして寺田倉庫にて発表。